# Мухаммед Ахмед Абдель-Вали
Мухаммед Ахмед Абдель-Вали (1940—1973) — йеменский дипломат и писатель эфиопского происхождения. 
Считается создателем реалистической школы в национальной йеменской прозе, является одним из двух самых известных йеменских писателей (второй - Зейд Муты Даммадж).

## Биография
Абдель-Вали родился в Эфиопии. Его мать была уроженка Эфиопии, а отец йеменский эмигрант. В 1955 учился в каирском университете, где заинтересовался марксизмом. Был изгнан из Египта, а немного пробыв в Йемене, переехал в Москву, где изучал русский язык и литературу в институте им. Горького.
После окончания учёбы в 1962 году, возвратился в Северный Йемен, который в то время обрел независимость. Стал работать в дипломатическом корпусе сначала в Москве, а затем в Берлине.
Занимал недолгое время должность руководителя Йеменских Авиалиний, но после того как его отношение с властями ухудшилось был арестован. Умер при аварии самолёта в непонятных обстоятельствах[уточнить].

## Творчество
Абдель-Вали считается основателем современной йеменской литературы.
Он опубликовал три сборника рассказов: «Наша земля, Сальма» (1966), «То, что называется любовь» (1972), «Дядя Салих» (1978) и две повести: «Они умрут чужими» и «Сана-открытый город». Его сборник работ были посмертно опубликованы в 1987 году.
Его произведения рассказывают о тяжелой судьбе йеменских эмигрантов и изгнанников, а также судьбе йемено-африканских браков.
Повесть «Сана-открытый город» вошла в сотню лучших арабских романов XX века. Опубликованный в 1981 году в переводе Л.Степанова в издательстве "Прогресс" повесть стала первым крупным произведением литературы Народной Демократической Республики Йемен, изданным в СССР. Рассказывая о жизни эмигрантов-северян дореволюционного Йемена, повесть изложена в форме писем главного героя своему другу, при этом весь Йемен предстает перед читателем как одна большая тюрьма, где смерть выглядит более реальным, более естественным явлением, чем жизнь.
Рассказ «То, что называется тоской» представляет собой разговор двух йеменских инженеров, выпускников зарубежных вузов, которые уже после гражданской войны едут на машине из Саны в Тихаму, представляет собой раздумия писателя о смысле жизни в контексте дилеммы: счастье личности - счастье Родины.
Повесть «Они умрут чужими» о йеменце, который открывает магазин в Аддис-Абебе, столице Эфиопии, но терзается мыслями о возвращении домой. Никто не знает хорошо главного героя, и как он начал свой бизнес, но при этом он очень знаменит в городе, имеет подход к женщинам, хорошо зарабатывает на магазине, но при этом, мало тратит денег. Как оказывается все деньги он посылает своей семье.

По большому счету это роман о национальной самоидентификации человека в обществе. Каждый персонаж этой книги при этом символизирует те или иные аспекты йеменской культуры. Отдельный человек может вступать в конфликт с верованиями и нормами того или иного общества. Другие темы этой повести это религия, гендерные роли, национальные, исторические и этические аспекты общества. Главный герой всегда является членом этого общества, но одновременно находиться только около него.